# Chionomys nivalis
L'arvicola delle nevi (Chionomys syriacus noto in precenza come Chionomys nivalis Martins, 1842) è un roditore della famiglia dei Cricetidi, diffuso nelle zone montuose dell'Europa e dell'Asia.

## Caratteristiche
L'arvicola delle nevi è un roditore relativamente grande e dalla coda lunga. La lunghezza dalla testa al retro varia da 11 cm a 14 cm, la coda varia da 5 cm fino a 7,5 cm. Le arvicole adulte in media pesano 48 g. Hanno una pelliccia folta, fine e dal pelo lungo di colore grigio chiaro a volte con una puntina di giallo nella parte superiore. Sulla parte del ventre gli animali sono grigiastri. La coda è folta di peli e generalmente più chiara del resto del corpo. Gli animali adulti hanno la coda a volte addirittura bianca. Le arvicole delle nevi hanno zampe posteriori piuttosto lunghe. Attorno al naso gli animali hanno un pelo chiaro lungo fino a 6 cm. I padiglioni auricolari sono molto piccoli e fuoriescono di poco dalla folta pelliccia che ricopre
l'animale.

## Distribuzione
Le arvicole vivono nelle zone di alta montagna in Europa e in Asia centrale e occidentale. La zona di diffusione va dai Pirenei alle Alpi e da queste ai Carpazi passando per gli Alti Tatra. In Asia si estende dal Caucaso fino all'Israele verso sud e fino al Turkmenistan verso est.
L'areale italiano comprende l'intero arco alpino e l'Appennino settentrionale e centrale.

## Habitat
Questi animali si trovano al di sopra della fascia climatica degli alberi. Necessitano di un sottosuolo pietroso, che spiega perché li si trova sopra su fasce detritiche e moreniche con molti anfratti nelle rocce. Sul Monte Bianco sono state trovate ad altezze fino ai 4100 metri. In alcune regioni della Francia meridionale questi animali vivono anche in zone più folte e più ricche di foreste. L'habitat ideale per la specie è costituito comunque dalle praterie di alta quota; la si può comunque incontrare anche nelle pietraie, nei cespuglieti e nei boschi non troppo fitti.
Nel 2014, a seguito di una ricerca condotta da alcuni zoologi, nell'ambito del progetto di ricerca condotto dal Parco nazionale dei Monti Sibillini, con i fondi del Ministero dell'Ambiente destinati al monitoraggio della biodiversità, ne è stata confermata la sua presenza sui ghiaioni del Lago di Pilato.

## Riproduzione
La stagione riproduttiva inizia a fine aprile e prosegue fino ad agosto; le femmine partoriscono in media 2 volte all'anno, da 1 a 4 piccoli, dopo una gestazione di 20-22 giorni.

## Alimentazione
La sua dieta, essenzialmente vegetariana, è composta da fiori, arbusti e parti verdi di piante. I mirtilli, a quanto
sembra, costituiscono un'importante fonte di nutrimento per l'animale.

## Comportamento
È attiva soprattutto al crepuscolo e durante la notte, ma può anche essere osservata di giorno soprattutto sui pendii rocciosi. L'Arvicola delle nevi non va in letargo: scava tane sotterranee tra la neve e il terreno dove trova sia un
riparo dal freddo sia erbe secche e residui vegetali in grado di garantire la sua sopravvivenza. In alcuni casi può
anche cercare riparo nelle baite o nei rifugi alpini. Questi animali si muovono rapidamente e a scatti e non sono particolarmente timidi.